# Новопокровка (Крутинский район)
Новопокровка — деревня в Крутинском районе Омской области, в составе Яманского сельского поселения.

## История
Основана в 1899 году. В 1928 г. состояла из 112 хозяйств, основное население — русские. Центр Ново-Покровского сельсовета Крутинского района Омского округа Сибирского края.

## Население
| 2010 |
| ---- |
| 142  |